# Davide Camarrone
Davide Camarrone (Palermo, 7 settembre 1966) è uno scrittore e giornalista italiano.

## Biografia
Ha studiato Scienze Politiche all'Università di Palermo nonché recitazione teatrale e regia al Teate's di Michele Perriera. Ha partecipato al movimento antimafia e pacifista siciliano negli anni Ottanta e Novanta, ed è stato dirigente della FGCI e del PCI siciliano.

### Giornalismo
Inizia la sua attività giornalistica collaborando a L'Ora nella metà degli anni '80, e nei primi anni '90 guida l'ufficio stampa de "La Rete", a Roma e all'Assemblea regionale siciliana. Nel 1995 è assunto ne L'Italia settimanale, diretto da Pietrangelo Buttafuoco. Nel 1996 diviene giornalista professionista e torna all'ufficio stampa del gruppo parlamentare de La Rete all'Assemblea Regionale Siciliana e nel 1999 è assunto dalla Rai come redattore della TGR a Palermo.
Ha collaborato, con numerose testate: Antimafia, Grandevù, L'Ora, Paese Sera, I Siciliani, Italia Radio, Società Civile, Cuore, TF1, Il Foglio, Capital, Balarm, S, I Love Sicilia, L'Unità, Panorama. Per la Rai, collabora anche al programma settimanale Mediterraneo, prodotto dalla sede regionale siciliana.
Ha insegnato comunicazione e giornalismo all'Università di Palermo, ha partecipato a diversi master presso lo stesso ateneo e ha insegnato Teoria e pratica della Comunicazione pubblica e istituzionale alla Lumsa. È autore di alcuni saggi per riviste di carattere giornalistico.

### Letteratura
L'esordio narrativo risale al 2006, quando la casa editrice Sellerio dà alle stampe il suo primo romanzo: "Lorenza e il Commissario".
Un anno dopo, nel 2007, Rizzoli Editore pubblica il suo secondo romanzo "I Diavoli di Melùsa".
Nel 2009, Sellerio pubblica il suo terzo romanzo, "Questo è un uomo", tratto dall'omonimo racconto apparso sull'antologia "Il Sogno e l'Approdo", pubblicata sempre da Sellerio; e dal racconto era stato tratto uno spettacolo teatrale, "Sotto un velo di sabbia", diretto da Sandro Tranchina, con Alessandro Haber e Caterina De Regibus (lo spettacolo era stato tratto anche dal racconto "Il mare è piccolo ma Dio è grande", di Giosuè Calaciura, apparso sulla stessa antologia).
Nel 2010, con l'eteronimo di Simon Daniels, Rizzoli Editore ha pubblicato nella collana HD il quarto romanzo di Camarrone, "La crosta dell'Inferno": un hard boiled ambientato a Palermo.
Nel 2011, Sellerio ha pubblicato "I Maestri di Gibellina": una narrazione della ricostruzione di Gibellina, dopo il terremoto, discussa con Ludovico Corrao e vista con gli occhi della gente e degli artigiani che collaborarono con i grandi artisti che a Gibellina lasciarono le loro opere. 
Nel 2013, Sellerio ha pubblicato "L'ultima indagine del Commissario", un giallo ambientato nella Palermo d'inizio Novecento, ispirato al fallito attentato dell'Addaura contro Giovanni Falcone, nel 1989.
Suoi racconti sono stati pubblicati in antologie e riviste.
Il 30 agosto del 2013, per la sua attività letteraria, Camarrone ha ricevuto a Petralia Sottana il premio intitolato a Rosa Balistreri, cantautrice e anima della Sicilia migliore. Il 12 dicembre del 2013 è stato pubblicato un racconto dei Festini di Santa Rosalia svoltisi a Palermo nel 2012 e nel 2013: "Del mostrarsi e del ritrarsi di Palermo", nel volume "Dedicato a chi fa Palermo", pubblicato da AFA Edizioni.
Nel marzo del 2014, Sellerio ha pubblicato "Lampaduza", un diario reportage sulla più grande migrazione della storia, vista dall'Isola che in questi anni ha accolto centinaia di migliaia di persone.
Nel giugno del 2014, Leima ha pubblicato, nella nuova collana "221B", "Il mistero del Prince College", un suo apocrifo su Sherlock Holmes rispettoso dello stile e del canone di Arthur Conan Doyle.
Nel giugno del 2018, Corrimano ha pubblicato, nella collana "sedicigiugno", "Tempesta", un romanzo ispirato a “La Tempesta” di William Shakespeare che dice di migrazioni e grandi rivolgimenti in una relazione con altre lingue, altre letterature e altri autori.
Nell’ottobre del 2021, Sellerio ha pubblicato, nella collana "La Memoria", "Zen al quadrato", un romanzo a più voci che racconta la migrazione interna che diede origine allo Zen 2 a Palermo. Il romanzo nasce da un racconto apparso nel 2019 nell’antologia pubblicata da Sellerio “Cinquanta in blu”. Nel maggio del 2024, Silvana Editoriale ha pubblicato il libro d’arte Vite di Rosalia, con un romanzo di Davide Camarrone, le illustrazioni di Francesco De Grandi e la grafica di Federico Lupo. Si tratta di una narrazione inedita, di una reinvenzione della vicenda di Santa Rosalia, patrona di Palermo, nel quattrocentesimo anniversario della guarigione della città siciliana dalla peste.
È l'ideatore e il direttore artistico del Festival delle Letterature migranti, che si tiene a Palermo.

### Documentarista e paroliere
Ha scritto e diretto un documentario sul Teatro Massimo Vittorio Emanuele di Palermo, in occasione della sua riapertura.
Ha firmato il soggetto e la sceneggiatura del docudrama "Ce ne ricorderemo, di questo pianeta", un'autobiografia ideale di Leonardo Sciascia (prodotto da Carlo degli Esposti, Palomar, per Rai Due e diretto da Salvo Cuccia, il docudrama ha ricevuto una Menzione Speciale al Torino Film Festival).
Camarrone come paroliere ha scritto il testo della sigla iniziale di Agrodolce, la soap opera di Rai Tre prodotta da Giovanni Minoli e ambientata in Sicilia (la musica è di Andrea Guerra, con l'arrangiamento di Pietro Leveratto e la voce di Olivia Sellerio). Ha scritto inoltre i testi in siciliano della colonna sonora de "Il giovane Montalbano", la serie di Rai Uno prodotta con Palomar e tratta dai racconti di Andrea Camilleri (la musica è di Andrea Guerra, con la voce di Olivia Sellerio).

## Premi e riconoscimenti
Nel 1999 ha ottenuto il primo premio giornalistico nazionale dell'Ucsi, l'Unione Cattolica Stampa Italiana. Nel 2008, il romanzo "I Diavoli di Melùsa" ottiene il primo premio letterario "Città di Leonforte". A Ragusa, il 19 novembre 2011, "I Maestri di Gibellina" ha ricevuto il premio nazionale "P. Tumino" della CNA. A Petralia Sottana, nel 2013, ha ricevuto il premio "Rosa Balistreri". A Menfi, il 14 dicembre 2014, "Lampaduza" ha ricevuto il premio letterario internazionale Sicilia dall'Associazione di studi Empedocle. Ad Alessandria della Rocca, il 27 settembre 2015, sempre "Lampaduza" ha ricevuto anche il premio letterario "Kaos".
Nel 2017 è stato inserito nella Finnegan’s list degli scrittori mediterranei dalla European Society of Authors.

## Opere
- La Malaitalia, Edizioni La Zisa, Palermo, 1991
- La Rete, Edizioni Associate, Roma, 1992
- Fiele, Edizioni della Battaglia, Palermo, 1992
- Lorenza e il Commissario (romanzo), Sellerio, Palermo, 2006
- Tutto il Nero dell'Italia (racconto), Edizioni Noubs, Chieti, 2007
- I Diavoli di Melùsa (romanzo), Rizzoli, Milano, 2007
- La pietra (racconto per Doppio Linguaggio, un catalogo di Renzo Bellanca), Silvana Editoriale, Milano, 2008
- I bambini che mangiarono i televisori (fiaba per La supermegaincredibile storia del libro, un volume curato da Annamaria Piccione), Noto, 2008
- Questo è un uomo (racconto per Il sogno e l'approdo, un'antologia di scrittori siciliani), Sellerio, Palermo, 2009
- Per tre volte, e ancora... (racconto per Le ceramiche di Giacomo Alessi), un volume fotografico sull'opera di Giacomo Alessi con racconti e interventi di numerosi autori, Silvana Editoriale, Milano, 2009
- Questo è un uomo (romanzo), Sellerio, Palermo, 2009
- (Simon Daniels) La crosta dell'Inferno (romanzo), Rizzoli, Milano, 2010
- I Maestri di Gibellina, Sellerio, Palermo, 2011
- L'ultima indagine del Commissario, Sellerio, Palermo, 2013
- Del mostrarsi e del ritrarsi di Palermo, nel volume Dedicato a chi fa Palermo, AFA Edizioni, Palermo, 2013
- Lampaduza, Sellerio, Palermo, 2014
- Sherlock Holmes. Il mistero del Prince College, Leima, Palermo, 2014
- Tempesta, Corrimano, Palermo, 2018
- Zen al quadrato, racconto contenuto nell’antologia Cinquanta in blu, Sellerio, Palermo, 2019
- Zen al quadrato, romanzo, Sellerio, Palermo, 2021
- Vite di Rosalia, romanzo, con le illustrazioni di Francesco De Grandi (co autore) e la grafica di Federico Lupo, Silvana Editoriale, Cinisello Balsamo, 2024